# Ljuva sextital (bok)
Ljuva sextital är en samling av dikter och noveller av Sonja Åkesson som gavs ut på Författarförlaget i Göteborg 1970. Diktsamlingen innehåller bland annat diktsviten "Sandvikens jernverk", som är ett av Åkessons exempel på rent politisk dikt, där hon har intervjuat chefer och arbetare, och beskriver själva produktionsprocessen på jernverket. Sviten innehåller också en visa om en ensamstående mamma som försöker få dra in pengar till familjen. Åkesson inspirerades bland annat av Viktor Rydbergs "Den nya Grottesången" när hon skrev sviten om Sandvikens jernverk.

## Innehåll
1. Trygg
2. Galoschbesvär
3. Vad jag skulle vilja göra (ha)
4. Juldagsmorgon 1967
5. Fel?
6. Fragment av kvällssamtal mellan
7. Ett tågbrev
8. Bakom järnridån
9. Hemmakväll
10. Historia
11. I kläm
12. Vanliga visan
13. Ode till pinnstoln
14. Besök på Sandvikens Jernverk
15. Jag bor i Sverige
16. Friska människor
17. Några Gorda recept
18. Ode till mig själv
19. Uppbehåll